# Franz Joham
Franz Joham (Graz, Àustria 1907 - Barcelona, 15 d'octubre de 1991) fou un còmic espanyol d'origen austríac.
A Àustria estudià art dramàtic i en els seus primers passos al món de l'espectacle es dedicà a la revista i l'opereta, passant per Txecoslovàquia i Viena, des d'on s'uní a la companyia d'Artur Kaps Els Vienesos, conjuntament amb la ventríloqua Herta Frankel l'italià Gustavo Re.
Arribaren a Espanya l'any 1942, amb la revista Todo por el corazón i amb la Segona Guerra Mundial estesa per Europa, s'instal·laren definitivament a Barcelona, on portaren a escena diverses obres de teatre còmic i revista. El 1949 Franz Joham adquirí la nacionalitat espanyola.
Als anys 60 la companyia va ser contractada per la televisió espanyola. Franz Joham presentà, amb Gustavo Re i sota la direcció d'Artur Kaps, programes d'espectacles i varietats que tingueren gran èxit: Amigos del martes (1963-1964), Noche de estrellas (1964-1965), Noche del sábado (1965-1967) i Cita con el humor (1971).

## Fons
Al Museu de les Arts Escèniques de Barcelona es conserva el seu fons, amb documentació entre 1940 i 1970. Consta de 9 àlbums de fotografies; 3 copes i 5 trofeus (3 d'ells esportius); 2 levites; 1 disc sonor de pedra de Luces de Viena, companyia Els Vienesos; 17 discos sonors de vinil. Actualment (2012) s'estan documentant les fotografies i la resta de documentació a les bases de dades corresponents.